# Điền Y Nùng
Điền Y Nùng (sinh ngày 18 tháng 2 năm 1991) là một cầu thủ bóng đá người Trung Quốc hiện tại thi đấu cho Giang Tô Tô Ninh tại Giải bóng đá Ngoại hạng Trung Quốc.

## Sự nghiệp câu lạc bộ
Năm 2009, Điền Y Nùng bắt đầu sự nghiệp bóng đá chuyên nghiệp khi anh được cho đội vệ tinh Bàn Cẩm Minh Tôn của Liêu Ninh Hoành Vận mượn để thi đấu ở Giải hạng Ba Trung Quốc. Năm 2011, anh gia nhập câu lạc bộ Giải hạng Ba Trung Quốc Phủ Thuận Hãn Vương. Ngày 20 tháng 1 năm 2012, anh chuyển đến thi đấu cho đội bóng Giải hạng Nhất Trung Quốc Thẩm Dương Thẩm Bắc. Ngày 2 tháng 6 năm 2012, anh ghi bàn thắng đầu tiên cho Thẩm Dương trong chiến thắng 2-0 trên sân nhà trước Thiểm Tây Lão Thành Căn ở Cúp FA Trung Quốc 2012. Ngày 25 tháng 10 năm 2014, anh ghi bàn thắng đầu tiên ở Giải hạng Nhất Trung Quốc trong chuyến làm khách hòa 1-1 trước Trùng Khánh Lực Phàm. Năm 2015, Điền Y Nùng thi đấu cho câu lạc bộ nghiệp dư Thẩm Dương Thành Thị sau khi Thẩm Dương Trung Trạch giải thể và giúp câu lạc bộ giành quyền thăng hạng lên chơi tại Giải hạng Ba Trung Quốc.
Ngày 5 tháng 1 năm 2016, Điền Y Nùng chuyển sang thi đấu cho đội bóng tân binh của Giải bóng đá Ngoại hạng Trung Quốc Diên Biên Phú Đức. Anh được đôn lên đội một trong mùa giải 2017. Ngày 5 tháng 3 năm 2017, anh có trận đấu ra mắt cho Diên Biên trong chuyến làm khách hòa 0-0 trước Trùng Khánh Lực Phàm. Ngày 2 tháng 6 năm 2017, anh ghi bàn thắng đầu tiên cho câu lạc bộ trong chiến thắng 2-1 trên sân khách trước Quý Châu Trí Thành.
Ngày 25 tháng 2 năm 2018, Điền Y Nùng chuyển đến thi đấu cho đội bóng Giải bóng đá Ngoại hạng Trung Quốc Giang Tô Tô Ninh sau khi Diên Biên xuống hạng.

## Thống kê sự nghiệp
Tính đến 11 tháng 11 năm 2018 
| Thành tích câu lạc bộ | Thành tích câu lạc bộ  | Thành tích câu lạc bộ              | Giải đấu | Giải đấu  | Cúp     | Cúp       | Cúp Liên đoàn | Cúp Liên đoàn | Châu lục | Châu lục  | Tổng cộng | Tổng cộng |
| Mùa giải              | Câu lạc bộ             | Giải đấu                           | Số trận  | Bàn thắng | Số trận | Bàn thắng | Số trận       | Bàn thắng     | Số trận  | Bàn thắng | Số trận   | Bàn thắng |
| Trung Quốc            | Trung Quốc             | Trung Quốc                         | Giải đấu | Giải đấu  | Cúp FA  | Cúp FA    | Cúp CSL       | Cúp CSL       | Châu Á   | Châu Á    | Tổng cộng | Tổng cộng |
| --------------------- | ---------------------- | ---------------------------------- | -------- | --------- | ------- | --------- | ------------- | ------------- | -------- | --------- | --------- | --------- |
| 2009                  | Bàn Cẩm Minh Tôn       | Giải hạng Ba Trung Quốc            |          |           | -       | -         | -             | -             | -        | -         |           |           |
| 2010                  | Bàn Cẩm Minh Tôn       | Giải hạng Ba Trung Quốc            |          |           | -       | -         | -             | -             | -        | -         |           |           |
| 2011                  | Phủ Thuận Hãn Vương    | Giải hạng Ba Trung Quốc            | 15       | 3         | -       | -         | -             | -             | -        | -         | 15        | 3         |
| 2012                  | Thẩm Dương Trung Trạch | Giải hạng Nhất Trung Quốc          | 9        | 0         | 2       | 1         | -             | -             | -        | -         | 11        | 1         |
| 2013                  | Thẩm Dương Trung Trạch | Giải hạng Nhất Trung Quốc          | 6        | 0         | 1       | 0         | -             | -             | -        | -         | 7         | 0         |
| 2014                  | Thẩm Dương Trung Trạch | Giải hạng Nhất Trung Quốc          | 16       | 1         | 2       | 1         | -             | -             | -        | -         | 18        | 2         |
| 2015                  | Thẩm Dương Thành Thị   | Amateur League                     |          |           | -       | -         | -             | -             | -        | -         |           |           |
| 2017                  | Diên Biên Phú Đức      | Giải bóng đá Ngoại hạng Trung Quốc | 27       | 1         | 1       | 0         | -             | -             | -        | -         | 28        | 1         |
| 2018                  | Giang Tô Tô Ninh       | Giải bóng đá Ngoại hạng Trung Quốc | 26       | 0         | 3       | 0         | -             | -             | -        | -         | 29        | 0         |
| Tổng cộng             | Trung Quốc             | Trung Quốc                         | 99       | 5         | 9       | 2         | 0             | 0             | 0        | 0         | 108       | 7         |